# Comando Estadounidense-Británico-Neerlandés-Australiano

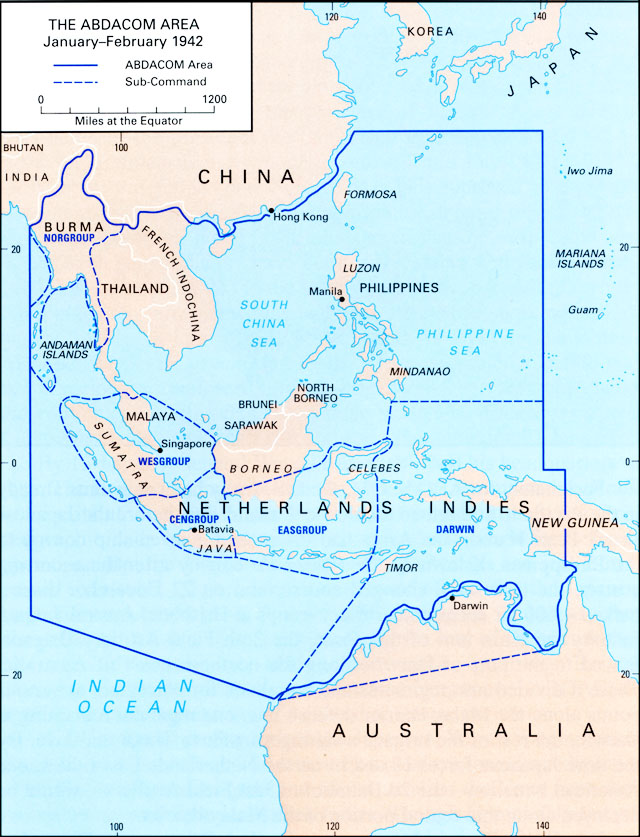
Área cubierta por el ABDACOM.

El Comando Estadounidense-Británico-Neerlandés-Australiano o ABDACOM por sus siglas en inglés fue un comando supremo para todas las fuerzas aliadas en el sureste asiático a principios de 1942, durante la Guerra del Pacífico en la Segunda Guerra Mundial. El objetivo principal del comando, liderado por el General Sir Archibald Wavell era el de mantener el control de la "Barrera Malaya" (o Barrera de las Indias Orientales); una línea que corría desde la península de Malaca, a través de Singapur y las islas más sureñas de las Indias Orientales Neerlandesas. El ABDACOM también era conocido en algunos círculos militares británicos como el "Comando del Sudoeste del Pacífico", aunque este término no debe confundirse con el Área del Sudoeste del Pacífico.
Pese a que el ABDACOM sólo tuvo unas semanas de vida y sufrió derrota tras derrota, proveyó importantes lecciones para los posteriores comandos combinados de los aliados más adelante en la guerra.
- Datos: Q287243